# Момчетата от пожарната
„Момчетата от пожарната“ е екранизира пиеса на Ан Нелсън за последиците от атентата на Световния търговски център.
В пиесата редакторката Джоан, помага на Ник, капитан на FDNY, да подготви похвалните грамоти на безпрецедентен брой пожарникари, които умират по негова заповед през този ден. Пиесата дебютира на Бродуей под режисурата на Джим Симпсън с участието на Сигорни Уийвър и Бил Мъри на 4 декември 2001 г.
Пиесата е публикувана от „Dramatists Play Service“ и „Random House“ през 2002 г. Записаната в audible.com версия, в която играят Бил Ъруин и Сузи Курц, печели награда „Audie“ за най-добра записана пиеса на годината.
От 2001 г. пиесата е представена в 48 държави. Тим Робинс и Сюзън Сарандън я представят на фестивала в Единбург. Тя се радва на възпоменателни повторения на 5-ата годишнина от 9/11 в театър „Флеа“ през 2006 г. В някои части на театралната игра главните 2 роли се играят от Антъни Лапалиа и Сигорни Уийвър.
Лапалиа и Уийвър изпълняват главните ролите и във филмовата адаптация от 2002 г., като Уийвър е номинирана за наградата Golden International Satellite Award за най-добра актриса. 